# Cartografía web

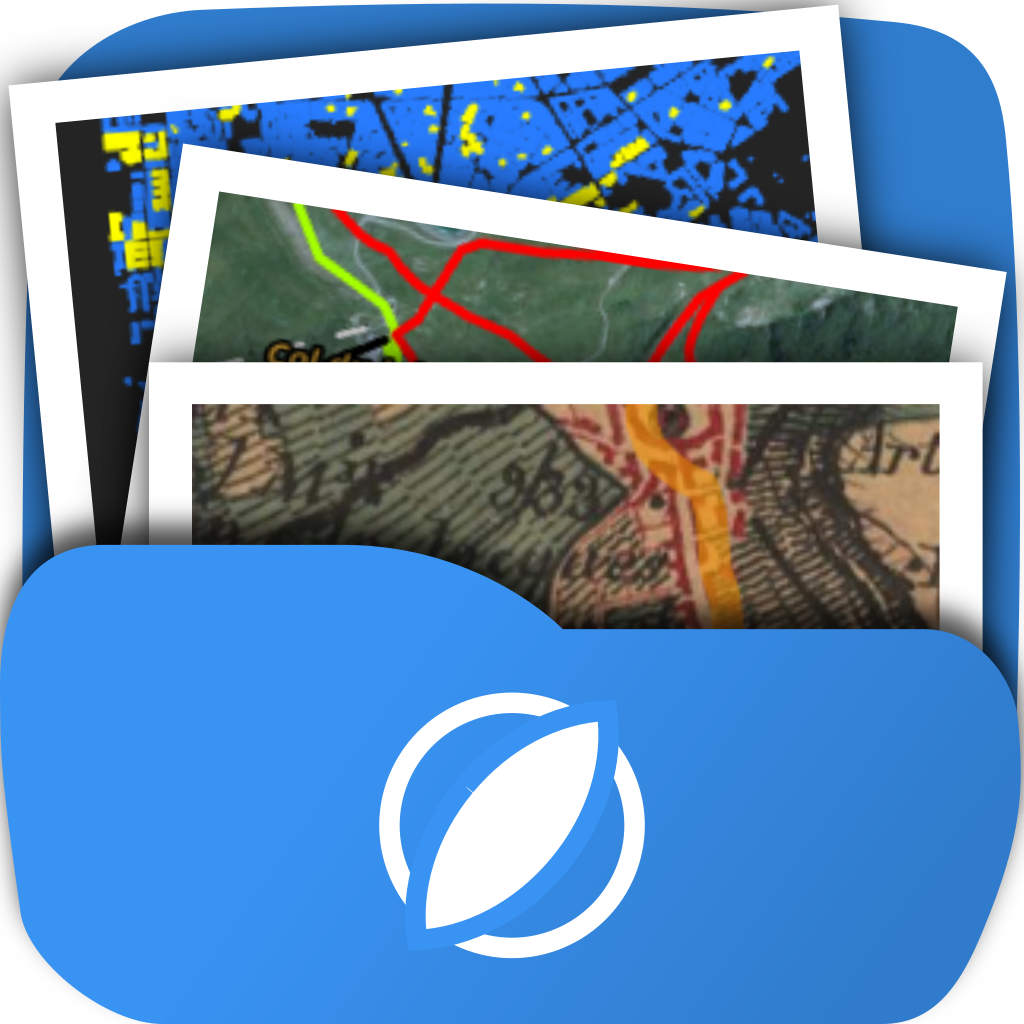
Logo del web mapping

Web mapping es un concepto anglosajón que en español se traduce por "cartografía en la web". Se refiere al proceso de diseñar, aplicar, generar y visualizar u ofrecer datos geoespaciales a través de la World Wide Web. La tecnología Web Mapping intenta suministrar estos datos en formato GML (Geographic Markup Language), de acuerdo con las especificaciones de OpenGIS Consortium, con el fin de conseguir una interoperabilidad de los datos espaciales. No obstante, y aunque el GML se presente como el futuro lenguaje Web para la visualización de mapas, en la actualidad todavía no es utilizado por la mayoría  de los generadores de mapas como lo es SVG o Flash.

## Formatos
Los formatos existentes actualmente para la presentación de cartografía vectorial en la Web son:
- SVF (Simple Vector Format)
- DWF (Drawing Web Format)
- SWF (ShockWave Flash)
- PGML (Precision Graphics Markup Language)
- WebCGM
- VML (Vector Markup Language)
- PDF (Portable Document Format)
- SVG (Scalable Vector Graphics)
- VRML (Virtual Reality Modeling Language)
- HGML (Hyper Graphics Markup Language)
- DrawML
- GML (Geography Markup Language)
- SHP (Shape)
- KML